# Antoni Rigalt i Blanch

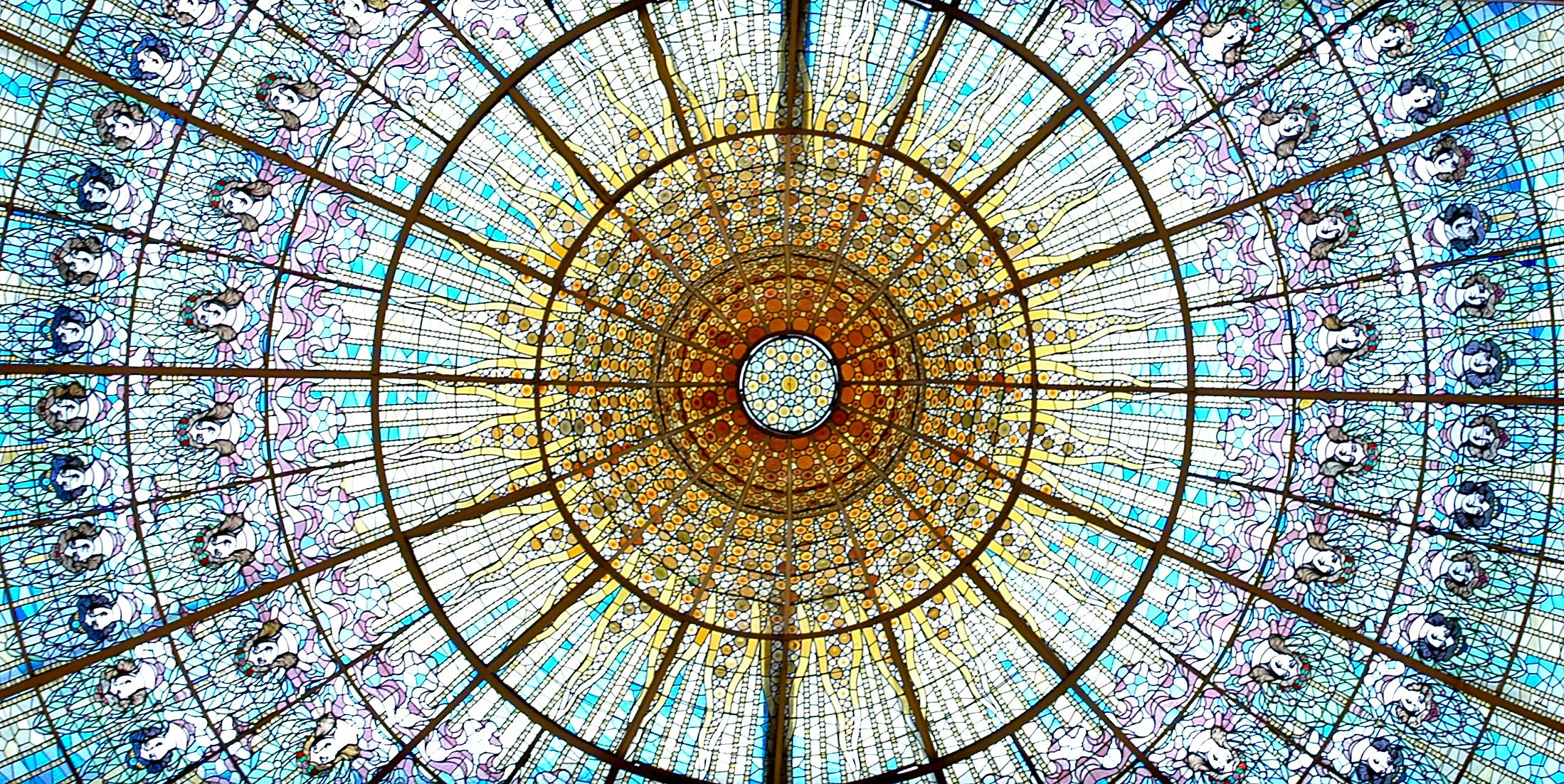
Vitrall del sostre del Palau de la Música Catalana fet per Antoni Rigalt

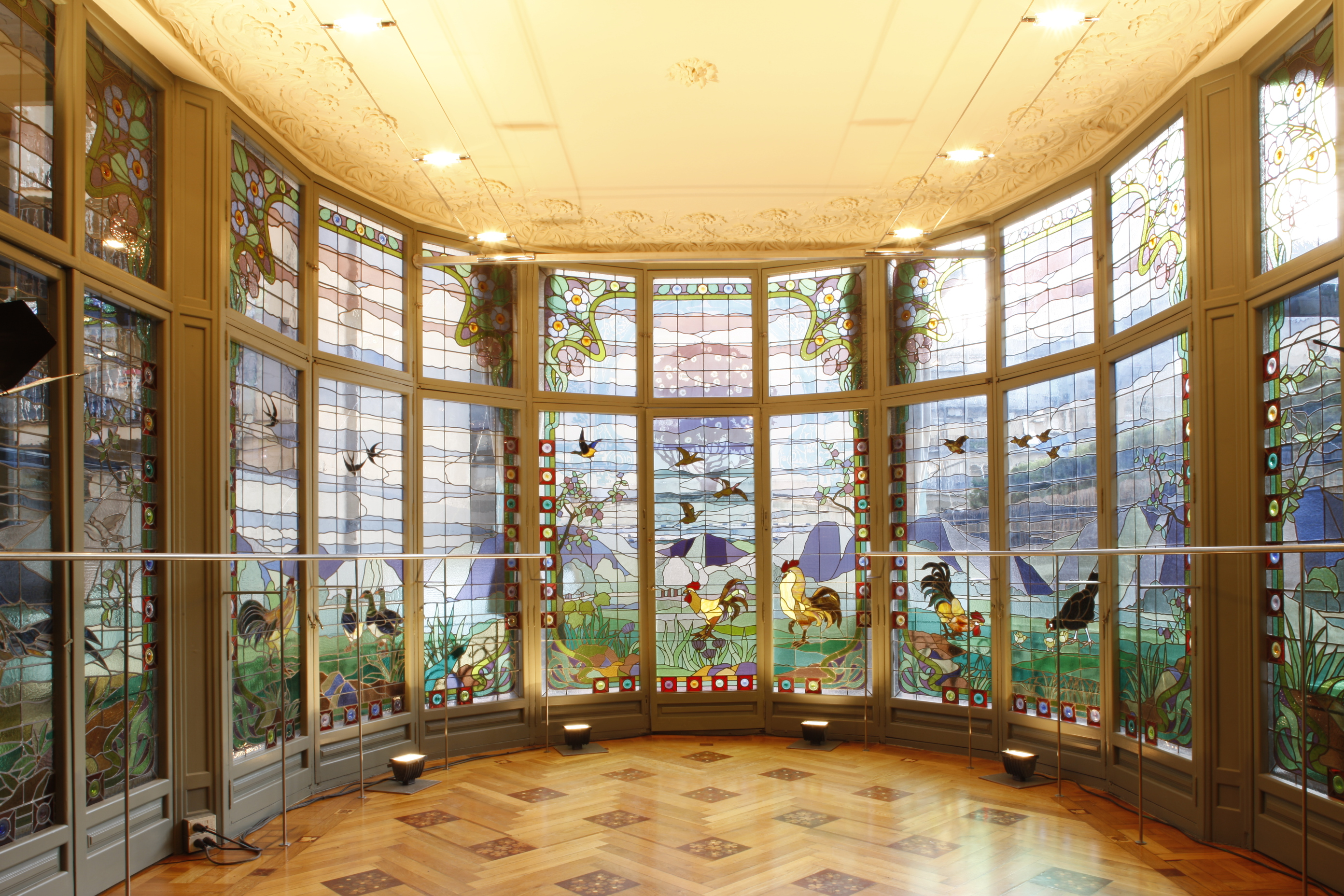
Vitrall del primer pis de la Casa Lleó Morera on Antoni Rigalt va col·laborar amb Domènech i Montaner

Antoni Rigalt i Blanch (Barcelona, 11 de febrer de 1850 - Barcelona, 12 de desembre de 1914) fou un pintor, vitraller i dibuixant modernista.

## Biografia
Va néixer al carrer de l'Abaixador de Barcelona, fill del sastre Pau Rigalt i Farriols i d'Antònia Blanch i Torres, ambdós naturals de Barcelona.
Com a dibuixant va col·laborar a diverses publicacions de l'època, com La Ilustración Española y Americana. Aprofitant el gran apogeu que va tenir l'aplicació dels vitralls al nou corrent artístic del modernisme, va fundar juntament amb l'arquitecte Jeroni Ferran Granell un taller de vitralls artístics, dedicat tant a la restauració d'antics vitralls gòtics, com a les noves realitzacions en col·laboració amb arquitectes. Un dels arquitectes amb els quals més va treballar va ser Lluís Domènech i Montaner, amb el qui va realitzar el gran vitrall del sostre del Palau de la Música Catalana i els de la Casa Lleó-Morera. Els vitralls emplomats que decoraven totes les portes interiors de la Casa Trinxet, així com la lluerna del pati central, eren de la casa Rigalt i Granell, treballant amb Joaquim Mir i Trinxet.
Fou professor de l'Escola de Belles Arts de Barcelona i va ingressar com membre de l'Acadèmia de Ciències i Arts de Barcelona el dia 21 de maig de 1884. L'any 1888 se li va concedir la medalla d'or de l'Exposició Internacional barcelonina.